# Meniscium reticulatum
Meniscium reticulatum är en kärrbräkenväxtart som först beskrevs av Carolus Linnaeus, och fick sitt nu gällande namn av Olof Peter Swartz. Meniscium reticulatum ingår i släktet Meniscium och familjen Thelypteridaceae. Inga underarter finns listade.